# Abbazia di San Vincenzo al Volturno

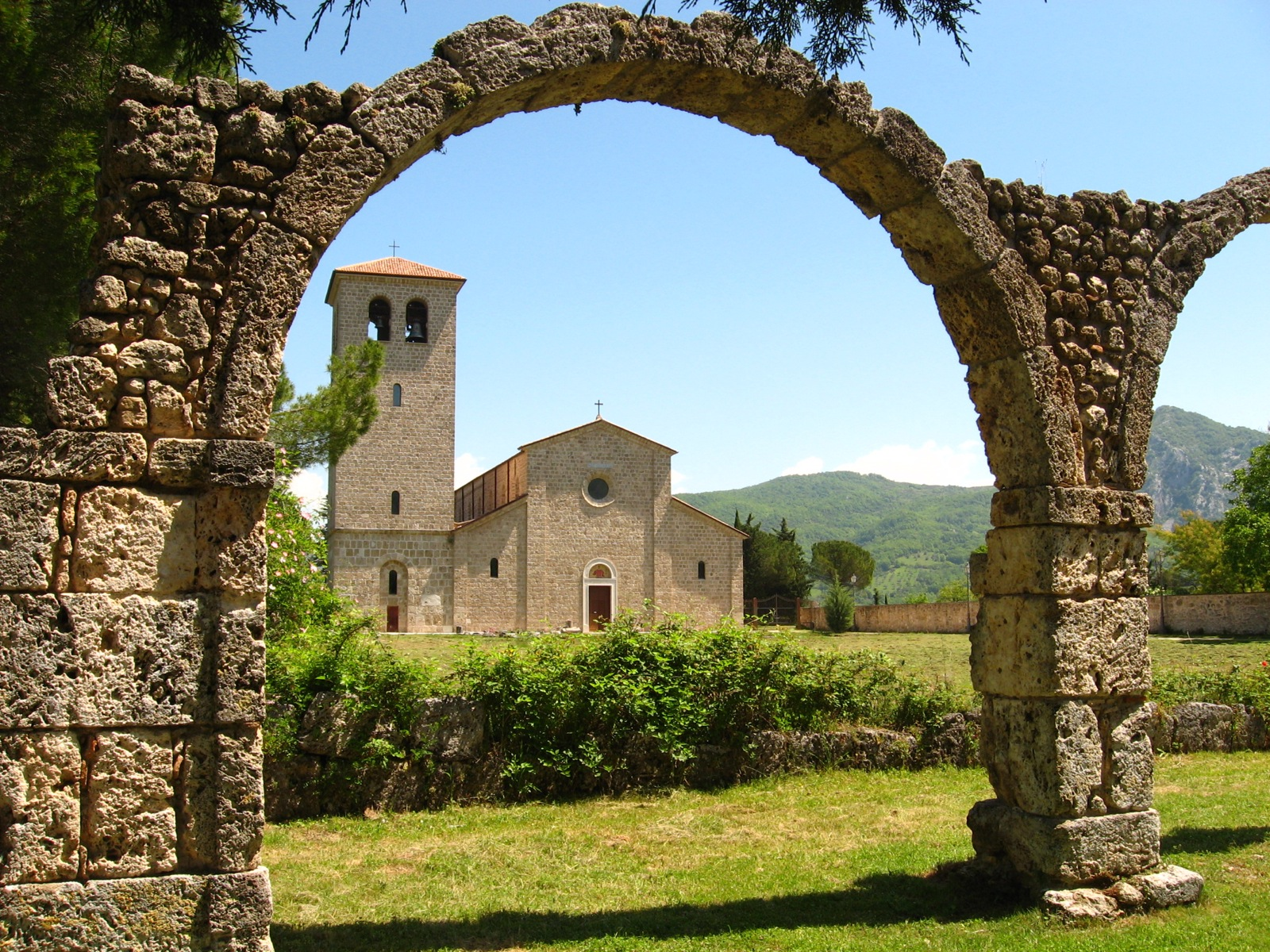
Historische Klosteranlage San Vincenzo al Vonturno hinter dem Aquäduktbogen aus römischer Zeit

San Vincenzo al Volturno war ein historisches Benediktinerkloster bei Castel San Vincenzo und Rocchetta a Volturno in der Provinz Isernia, Region Molise, nahe der Quelle des Flusses Volturno in Italien. Im wieder gegründeten heutigen Frauenkloster leben nur noch wenige Benediktinerinnen östlich des Flusses, während sich das historische Kloster des frühen Mittelalters im Westen befand. Seit den 1970er Jahren wird das Kloster archäologisch untersucht. Es steht auf einer von Italien vorgelegten Liste der mittelalterlichen benediktinischen Stätten, die UNESCO-Weltkulturerbe werden sollen.

## Geschichte
Die mittelalterliche Geschichte des Klosters erscheint in der Handschrift Chronicon Vulturnense. Der Mönch Johannes verfasste die Chronik um 1130, wobei er ältere Quellen aus dem Klosterarchiv nutzte. Die Ziele lagen in der Erinnerung an die Gemeinschaft und ihre Geschichte angesichts der normannischen Expansion in Süditalien. Die Handschrift, die zahlreiche Bilder enthält, befindet sich in der Biblioteca Apostolica Vaticana, BAV Barb. Lat. 2724.
Das Kloster stand auf einem Gelände, wo in der vorrömischen Zeit Samniten wohnten. Das spätantike Anwesen wurde im fünften Jahrhundert n. Chr. aufgegeben und bald darauf eine Kirche gebaut. Laut Chronicon Vulturnense wurde das Kloster 731 von drei Adeligen aus Benevento namens Paldo, Tato und Taso gegründet. Ihnen soll geraten worden sein, das Kloster am Ufer des Volturno über den Abt der mächtigen Abtei Farfa bei Rom zu gründen. Abt Thomas von Maurienne schlug den Ort vor, weil er laut der Chronik der Platz eines von Konstantin I. gegründeten Oratoriums für den Märtyrer Vinzenz gewesen sei. Die Chronik betont die Bezüge zu Benevento so sehr, dass schon das frühe Kloster wohl die Schirmherrschaft der Herzöge von Benevent genoss.
Mit der Lage im Dukat Benevent gehörte es erst 774 locker zum Frankenreich. Mit dem Aufstieg der Franken und der Entwicklung des Papststaates gewann die Lage des Klosters an der Grenze zwischen der Lombardei und päpstlichem Gebiet strategische Bedeutung. Die Äbte des Klosters im späten 8. Jh. wechselten zwischen Franken und Lombarden ab: Ambrosius Autpertus, 777 gewählt, war ein Franke; Potho, gewählt 781, ein Lombarde. Karl der Große räumte steuerliche und gerichtliche Privilegien ein, sodass die Abtei eine der unabhängigsten und mächtigsten in Europa wurde. Die Zahl der Mönche stieg auf über 300, neun Kirchen standen auf dem Gelände, der Besitz erweiterte sich um Gebiete in ganz Mittel- und Süditalien. Zwischen 779 und 873 stritt das Kloster ständig mit den Bauern um Abgaben und Arbeit. Im Kloster wurden handwerklich hervorragende Glas-, Keramik- und Metallprodukte gefertigt.
Laut der Chronik wurde die Abtei 848 durch ein Erdbeben beschädigt; 860 wurde Sawdan, Emir von Bari, ein hoher Tribut gezollt. Im Jahr 881 verbrannten die Sarazenen jedoch, bezahlt vom Herzog von Neapel Athanasius, das Kloster und massakrierten an die 700 Bewohner. Zwei Jahre darauf geschah Ähnliches mit Montecassino. Überlebende Mönche flohen nach Capua. Sie kehrten 914 zum Wiederaufbau zurück, was aber erst Ende des Jahrhunderts gelang, mit Hilfe der Kaiser Otto II. und Otto III. Das Kloster wurde auf die Ostseite des Flusses verlegt. 1115 weihte Papst Paschalis II. die neue Abteikirche. Die normannische Eroberung der Abruzzen im 12. Jh. beendete die Macht des Klosters. 1349 zerstörte ein neues Erdbeben das Kloster und machte das Gebiet frei für die Erweiterung der Abtei Montecassino. Im Kloster lebten immer weniger Mönche. 1669 gingen die Grundstücksrechte an Montecassino über. In der Zeit Napoleons wurde es verlassen und im Zweiten Weltkrieg während der Schlacht um die deutsche Volturno-Linie bombardiert und schwer beschädigt. 

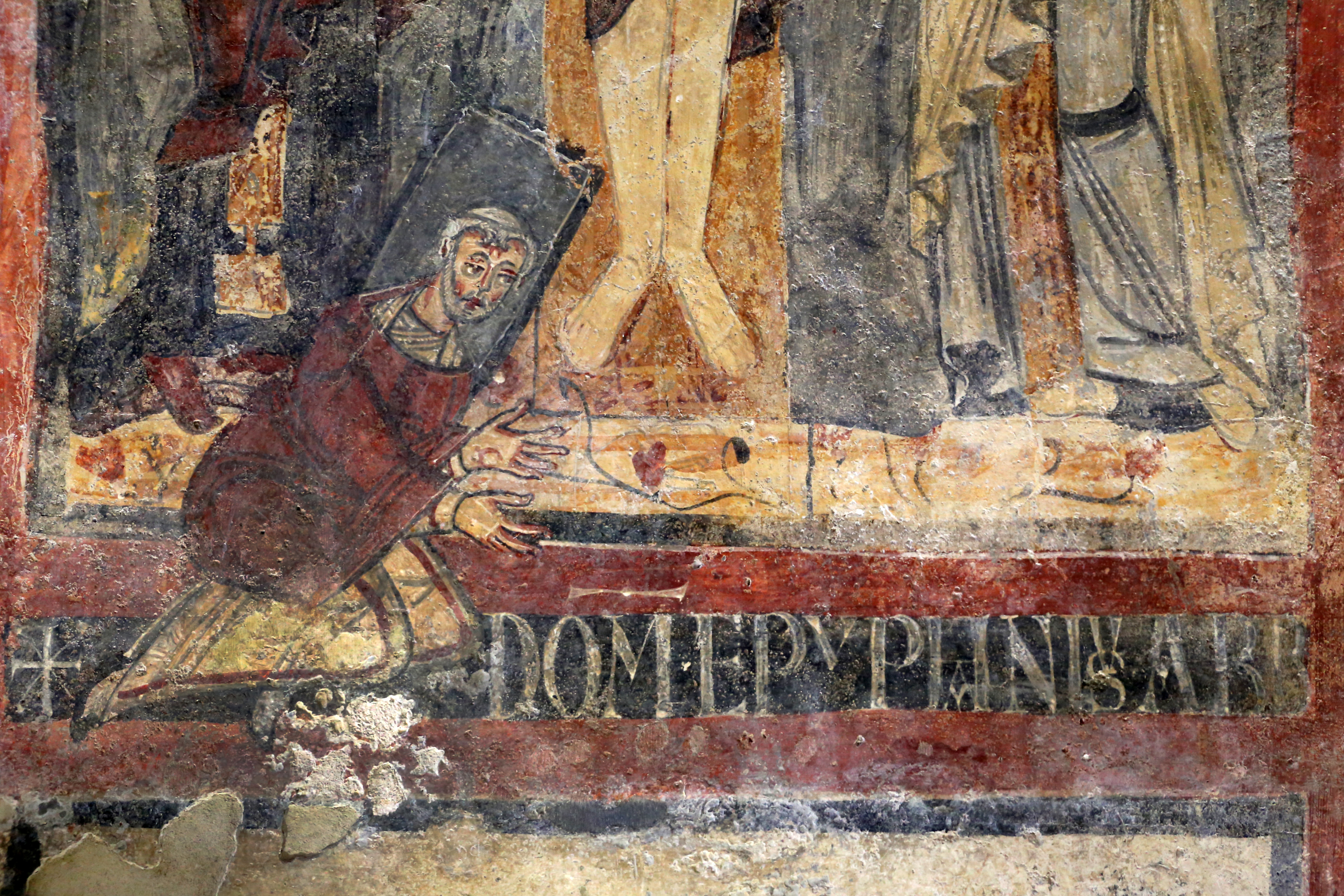
Abt Epiphanius kniet vor dem Gekreuzigten (Fresko 9. Jh.)

Im Jahre 1989 wurde San Vincenzo al Volturno die Heimat einer neuen Klostergemeinschaft, ausgesandt von der Benediktinerinnenabtei von Regina Laudis aus Connecticut, die aber das Kloster 2015 wieder verlassen musste. Nach dem Erdbeben von 2016 zogen acht junge Benediktinernonnen in die Abtei von S. Vincenzo, um das Klosterleben in der tausendjährigen Abtei fortzusetzen.
Die Abtei besteht heute aus mehreren Teilen: die Abteikirche von 1115 (wiedererbaut in den 1960er Jahren), der Abteipalast (nicht öffentlich), das archäologische Ausgrabungsfeld (karolingisch), die Krypta des Abtes Epiphanius (824–842) mit wertvollen Fresken.